# Северозапад (САЩ)
Северозападът на САЩ (на английски: Northwestern United States) е неформален географски регион в САЩ. Той включва щатите Орегон, Вашингтон и Айдахо, като често към него се прибавят и Монтана и Уайоминг.
Районът на така наречения северозапад се отличава значително от другите обособени райони в Съединените щати по развитието на инфраструктурата, икономиката и следите от човешкото присъствие. Тоест значително превишава наличната естествена растителност тази в останалите части на страната като площи, видов състав и възраст на горите. Тази част от Съединените щати е едно късче зеленина, което е останало по някакви причини и се е съхранило до наши дни.
Основни дървесни видове са зелената дуглазка и пондерозкия бор.
Вероятно района има специфичен климат. Тези видове присъстват на значителна част от естествените горски площи. От широколистните дървесни видове присъстват представители на брезите и липите.